# Ernesto Garratt
Ernesto Garratt Viñes (Santiago de Chile, 18 de abril de 1972) es un escritor, periodista, académico y crítico de cine chileno.

## Biografía
Ernesto Garratt estudió periodismo en la Universidad de Chile. Ha trabajado como reportero y crítico de cine en diarios como La Tercera y El Mercurio, en la revista Qué Pasa. También trabajó como guionista de la serie de televisión Mira tú, de la productora Aplaplac. Se ha desempeñado como académico en la Universidad de Chile y la Universidad Andrés Bello.
Dentro del área de la crítica cinematográfica, y como parte de la Federación Internacional de la Prensa Cinematográfica, también ha sido jurado en festivales de cine como el de Londres, el de Moscú y el de Cannes. En el año 2011 recibió el premio del Santiago Festival Internacional de Cine por su apoyo a la difusión periodística y crítica del cine chileno en medios locales. 
En 2012 publicó el libro Tardes de Cine, que selecciona una serie de entrevistas a famosos directores de cine y ensayos sobre los mismos. En 2016 ganó el galardón a la «Mejor entrevista Estilo de Vida» en los Premios Mags, de la Asociación de la Prensa Chilena, por su texto «Daniel Muñoz: las 7 escenas que han marcado su vida». Premio que volvería a ganar el año 2017 por la entrevista "Alejandro Jodorowsky: 'Perder un hijo me cambió la vida'".
En el año 2016 fue invitado a participar en la encuesta que realizó la BBC sobre las mejores películas del milenio. En 2017 de nuevo participó en otra consulta de la BBC, esta vez sobre las mejores comedias de todos los tiempos. 
En 2017 recibió la invitación de Thierry Frémaux, delegado general del Festival de Cannes, para realizar un capítulo del libro que conmemoraba los 70 años de Cannes, "Ces années-là", publicación compuesta por setenta crónicas dedicadas a cada año del Festival de Cine de Cannes. El capítulo de Ernesto Garratt estuvo dedicado a la versión del año 1995 del festival cinematográfico.
En 2017 publicó su primera novela titulada Allegados, ambientada en los años 1980 en Santiago de Chile y editada por Editorial Hueders, y que resultó ganadora del Fondo del Libro del Ministerio de Cultura de Chile y en 2018 del Premio Marta Brunet para la Mejor Novela Juvenil. En el año 2019 publica su segunda novela Casa propia, continuación de su primera obra, y en el año 2020 sale a la luz su tercera novela Error de continuidad, en la que debuta dentro del género de ciencia ficción.
En 2021, participa en la antología Matapiojos, con su cuento "Profe Taxi", junto a autores como Marcelo Simonetti, Carlos Basso y Sara Bertrand. Este mismo año también es publicada su crónica Lemebel Superstar, dentro del volumen "Periodismo cultural en los tiempos de pandemia", junto a los textos de otros periodistas culturales que recibieron la Beca García Márquez de periodismo cultural. En diciembre de 2021, Ernesto Garratt es parte de los ganadores de los Premios Literarios de la Municipalidad de Santiago por su libro Casa Propia en la categoría novela juvenil.
Se inscribió como candidato independiente a las elecciones de convencionales constituyentes de 2021 por el distrito 18 (Parral, Cauquenes, Chanco, Colbún, San Javier, Linares, Longaví, Yerbas Buenas, Pelluhue, Retiro y Villa Alegre), formando parte del pacto Lista del Apruebo.
En 2023 debuta en la dirección audiovisual con el cortometraje Wingka, con Juan Carlos Maldonado y Rallén Montenegro, en el marco del Festival de cine de Lebú.
En enero de 2024 publica el cierre de su trilogía de Allegados, con "Educación Universitaria", también editada por Hueders. En noviembre de 2024, su novela Error de continuidad es publicada en España por la casa editorial con sede en Valladolid, Lastarria & De Mora Ediciones. 
En su faceta periodística, es conductor del espacio de conversación Café con producido por Sala Nemesio donde entrevista a realizadores, artistas y protagonistas de las películas que se exhiben en Cine Sala Nemesio, y se abordan temáticas sobre sus procesos creativos y cómo el oficio del arte afecta tanto sus vidas a nivel personal como profesional. A la fecha cuenta con 19 entrevistas que se pueden ver desde OndaMedia, donde ha entrevistado a importantes figuras del cine chileno y las artes como Paulina Urrutia, Andrés Wood, Catalina Saavedra, Aline Kuppenheim, Raúl Zurita, Cristóbal León y Joaquín Cociña, entre otros.

## Libros publicados
- Tardes de Cine (2012). Selección de entrevistas.

- Ces années-là (2017). Textos de crónicas de varios autores sobre el Festival de Cannes.

- Allegados (2017). Novela debut.

- Casa propia (2019). Novela. Segunda parte de la trilogía "Allegados".

- Error de continuidad (2020). Novela de ciencia ficción.

- Matapiojos (2021). Antología. Cuento "Profe Taxi".

- Periodismo cultural en tiempos de pandemia (2021). Antología. Crónica "Lemebel Superstar".
- Educación Universitaria (2024). Cierre trilogía "Allegados".
- Error de continuidad (2024). Edición española.

## Filmografía
- Mira tú (2002). Guionista episodio "Valparaíso". Serie de TV educativa con Blanca Lewin y Néstor Cantillana .
- Wingka (2023). Director y guionista. Cortometraje de ficción con Juan Carlos Maldonado y Rallén Montenegro.

## Premios
- Premio SANFIC 2011, por Apoyo a la Difusión Periodística y Crítica del Cine Chileno.

- Premio Mags 2016, para la Mejor Entrevista de Estilo de Vida.

- Premio Mags 2017, para la Mejor Entrevista de Estilo de Vida.

- Premio Marta Brunet 2018, por Mejor Novela Juvenil.
- Premio Literario Municipalidad de Santiago 2021, por Casa Propia Mejor Novela Juvenil.
- Premio Festival de cine de Lebú 2023 ChileActores & Mención honrosa para Wingka.